# SAMD13
SAMD13 (англ. Sterile alpha motif domain containing 13) – білок, який кодується однойменним геном, розташованим у людей на 1-й хромосомі. Довжина поліпептидного ланцюга білка становить 122 амінокислот, а молекулярна маса — 13 570.
| 10         |  | 20         |  | 30         |  | 40         |  | 50         |
| ---------- |  | ---------- |  | ---------- |  | ---------- |  | ---------- |
| MANSLLEGVF |  | AEVKEPCSLP |  | MLSVDMENKE |  | NGSVGVKNSM |  | ENGRPPDPAD |
| WAVMDVVNYF |  | RTVGFEEQAS |  | AFQEQEIDGK |  | SLLLMTRNDV |  | LTGLQLKLGP |
| ALKIYEYHVK |  | PLQTKHLKNN |  | SS         |  |            |  |            |

A: Аланін

C: Цистеїн

D: Аспарагінова кислота

E: Глутамінова кислота

F: Фенілаланін

G: Гліцин

H: Гістидин

I: Ізолейцин

K: Лізин

L: Лейцин

M: Метіонін

N: Аспарагін

P: Пролін

Q: Глутамін

R: Аргінін

S: Серин

T: Треонін

V: Валін

W: Триптофан

Задіяний у такому біологічному процесі, як альтернативний сплайсинг. 